# لين موران
لين موران (بالإنجليزية: Lyn Moran)‏ هي ترفيهية أسترالية، ولدت في 12 نوفمبر 1978 في كولومبيا في الولايات المتحدة.